# (21510) Chemnitz
(21510) Chemnitz (1998 KF36) – planetoida z grupy pasa głównego asteroid okrążająca Słońce w ciągu 4,56 lat w średniej odległości 2,75 j.a. Odkryta 22 maja 1998 roku.